# Gneu Tremel·li Flac
Gneu Tremel·li Flac (en llatí Cnaeus Tremellius Flaccus) va ser un magistrat romà del segle iii aC.
L'any 205 aC, quan tenia rang qüestorià, va ser enviat en ambaixada, amb quatre col·legues, al rei Àtal I de Pèrgam, per portar a Roma la pedra que representava la Mare dels Déus, segurament Cíbele, que era a Pesinos. El 203 aC era edil plebeu, i el 202 aC pretor. Va obtenir Sicília com a província. Ho explica Titus Livi.